# Montreux Jazz Festival
El Festival de Jazz de Montreux és un festival anual de jazz creat el 1967 que es du a terme a Montreux, Suïssa davant del llac Léman. És el més conegut dels festivals de música de Suïssa, i un dels més importants dels que se celebren a Europa.
El festival es va celebrar inicialment als salons del Casino de Montreux, amb la presència exclusiva d'artistes de jazz. Hi van actuar, entre d'altres, Miles Davis, Keith Jarrett, Bill Evans, Soft Machine, Weather Report, Nina Simone, o Ella Fitzgerald.
A partir de la dècada de 1970 es va obrir a altres estils de música, incloent-hi actuacions d'artistes com Marianne Faithfull, Led Zeppelin, Pink Floyd, Frank Zappa o Deep Purple, entre d'altres, si bé el jazz va continuar sent la part més important de l'esdeveniment.
L'expansió que es va produir en la dècada de 1980 va transformar el Festival de Montreux en un esdeveniment música de prestigi internacional. Quincy Jones va produir els festivals de principis dels 90. El 1993 l'escenari es va traslladar al Montreux Convention Centre a la recerca d'una major capacitat. El nombre de visitants va passar dels 75.000 de l'any 1980 als 120.000 del 1994.
El festival actualment té una durada de dues setmanes i atrau més de 200.000 espectadors.
Al llarg de la seva història, han estat nombrosos els artistes que han publicat àlbums gravats en directe aprofitant les seves actuacions al festival.